# Santos Maito
Maito Santos (sinh ngày 28 tháng 11 năm 1992) là một cầu thủ bóng đá người Nhật Bản.

## Sự nghiệp câu lạc bộ
Maito Santos đã từng chơi cho Tokyo Verdy.